# العلاقات السيراليونية المالية
العلاقات السيراليونية المالية هي العلاقات الثنائية التي تجمع بين سيراليون ومالي.

## مقارنة بين البلدين
هذه مقارنة عامة ومرجعية للدولتين:
| وجه المقارنة                                              | سيراليون       | مالي            |
| --------------------------------------------------------- | -------------- | --------------- |
| المساحة (كم2)                                             | 71.74 ألف      | 1.24 مليون      |
| عدد السكان (نسمة)                                         | 7.56 مليون     | 18.54 مليون     |
| الكثافة السكانية (ن./كم²)                                 | 105.38         | 14.95           |
| العاصمة                                                   | فريتاون        | باماكو          |
| اللغة الرسمية                                             | لغة إنجليزية   | لغة فرنسية      |
| العملة                                                    | ليون سيراليوني | فرنك غرب أفريقي |
| الناتج المحلي الإجمالي (بليون دولار)                      | 3.77 مليار     | 15.29 مليار     |
| الناتج المحلي الإجمالي (تعادل القوة الشرائية) بليون دولار | 10.13 مليار    | 35.69 مليار     |
| الناتج المحلي الإجمالي الاسمي للفرد دولار أمريكي          | 653            | 724             |
| الناتج المحلي الإجمالي للفرد دولار أمريكي                 | 1.97 ألف       | 1.60 ألف        |
| مؤشر التنمية البشرية                                      | 0.413          | 0.419           |
| رمز المكالمات الدولي                                      | +232           | +223            |
| رمز الإنترنت                                              | .sl            | .ml             |
| المنطقة الزمنية                                           | 00             | 00              |

## منظمات دولية مشتركة
يشترك البلدان في عضوية مجموعة من المنظمات الدولية، منها:
| علم المنظمة | اسم المنظمة                                                | تاريخ انضمام سيراليون | تاريخ انضمام مالي |
| ----------- | ---------------------------------------------------------- | --------------------- | ----------------- |
|             | البنك الإفريقي للتنمية                                     | ?                     | ?                 |
|             | منظمة التعاون الإسلامي                                     | ?                     | ?                 |
|             | منظمة الشرطة الجنائية الدولية                              | ?                     | ?                 |
|             | الاتحاد البريدي العالمي                                    | ?                     | ?                 |
|             | الاتحاد الأفريقي                                           | ?                     | ?                 |
|             | العملية المشتركة للاتحاد الأفريقي والأمم المتحدة في دارفور | ?                     | ?                 |
|             | منظمة التجارة العالمية                                     | ?                     | ?                 |
|             | مؤسسة التنمية الدولية                                      | 13 نوفمبر 1962        | 27 سبتمبر 1963    |
|             | مؤسسة التمويل الدولية                                      | 10 سبتمبر 1962        | 9 مايو 1978       |
|             | منظمة حظر الأسلحة الكيميائية                               | ?                     | ?                 |
|             | الأمم المتحدة                                              | 27 سبتمبر 1961        | 28 سبتمبر 1960    |
|             | الاتحاد الدولي للاتصالات                                   | 30 ديسمبر 1961        | 21 أكتوبر 1960    |
|             | البنك الدولي للإنشاء والتعمير                              | 10 سبتمبر 1962        | 27 سبتمبر 1963    |
|             | مجموعة دول أفريقيا والكاريبي والمحيط الهادئ                | ?                     | ?                 |
|             | المركز الدولي لتسوية المنازعات الاستشارية                  | 14 أكتوبر 1966        | 2 فبراير 1978     |
|             | وكالة ضمان الاستثمار متعدد الأطراف                         | 20 يونيو 1996         | 22 أكتوبر 1992    |
|             | يونسكو                                                     | 28 مارس 1962          | 7 نوفمبر 1960     |